# Luca de Meo
Luca de Meo, född 13 juni 1967 i Milano är en italiensk företagsledare.
de Meo har haft ledande roller inom den europeiska bilindustrin, bland annat för Fiat-gruppen och Volkswagen-gruppen. I juli 2020 utsågs han till VD för Renault.
I juni 2025 meddelades att de Meo lämnar Renault för att bli VD för lyxvarukoncernen Kering.